# Geodia mesotriaenella
Geodia mesotriaenella är en svampdjursart som beskrevs av Lendenfeld 1910. Geodia mesotriaenella ingår i släktet Geodia och familjen Geodiidae. Inga underarter finns listade i Catalogue of Life.